# The Italian Connection
The Italian Connection is een film van Stephan Brenninkmeijer geproduceerd in opdracht van ProRail ter gelegenheid van de opening van de Betuweroute in 2007.

## Verhaal
De film vertelt het verhaal van een reportageploeg die een item maakt over de Betuweroute en daarbij opgesloten raakt in een zeecontainer op het overslagterrein ECT op de Maasvlakte, het startpunt van de route. Met hen beleven we een virtuele reis over de Betuweroute die tot aan Brindisi in Italië voert.

## Multiscreen
Een van de redenen om deze film te maken was, dat een groot deel van het publiek niet op de hoogte was van het feit dat de Betuweroute bestemd was voor enkel goederentransport. Met deze film wilde ProRail de burger toch het idee geven dat men over de route had gereisd. De film werd vertoond in een constructie opgebouwd uit meerdere zeecontainers en de projectie geschiedde over 8 schermen. Zo kreeg de bezoeker een 360°-beeld van de route, terwijl er informatie werd gegeven door de acteurs.

## Trivia
- De acteurs Joep Sertons en Nienke Brinkhuis presenteerden ook de officiële opening van de Betuweroute in het bijzijn van koningin Beatrix.
- Hoewel het een Nederlands spoortraject betreft (158,5 km tot aan Zevenaar (stad)) is de filmtitel erg internationaal.